# Holland 1
Holland 1 (auch HM submarine Torpedo Boat No 1, deutsch „Seiner/Ihrer Majestät Unterwasser-Torpedoboot Nr. 1“) war im Jahr 1901 das erste U-Boot der Royal Navy, also der Kriegsmarine des Vereinigten Königreichs. Benannt ist es nach dem irisch-amerikanischen Ingenieur John Philip Holland (1841–1914), der es konstruiert hatte.
Mit ihm begann die Geschichte des Royal Navy Submarine Service (deutsch „U-Boot-Flotte der Königlichen Marine“), als die ersten sechs Offiziere unter dem Kommando von Reginald Bacon zum neugegründeten Dienst abgestellt wurden. Kurz darauf, in den Jahren 1902 und 1903, folgten seine Schwester-U-Boote Holland 2 bis Holland 5.

## Geschichte

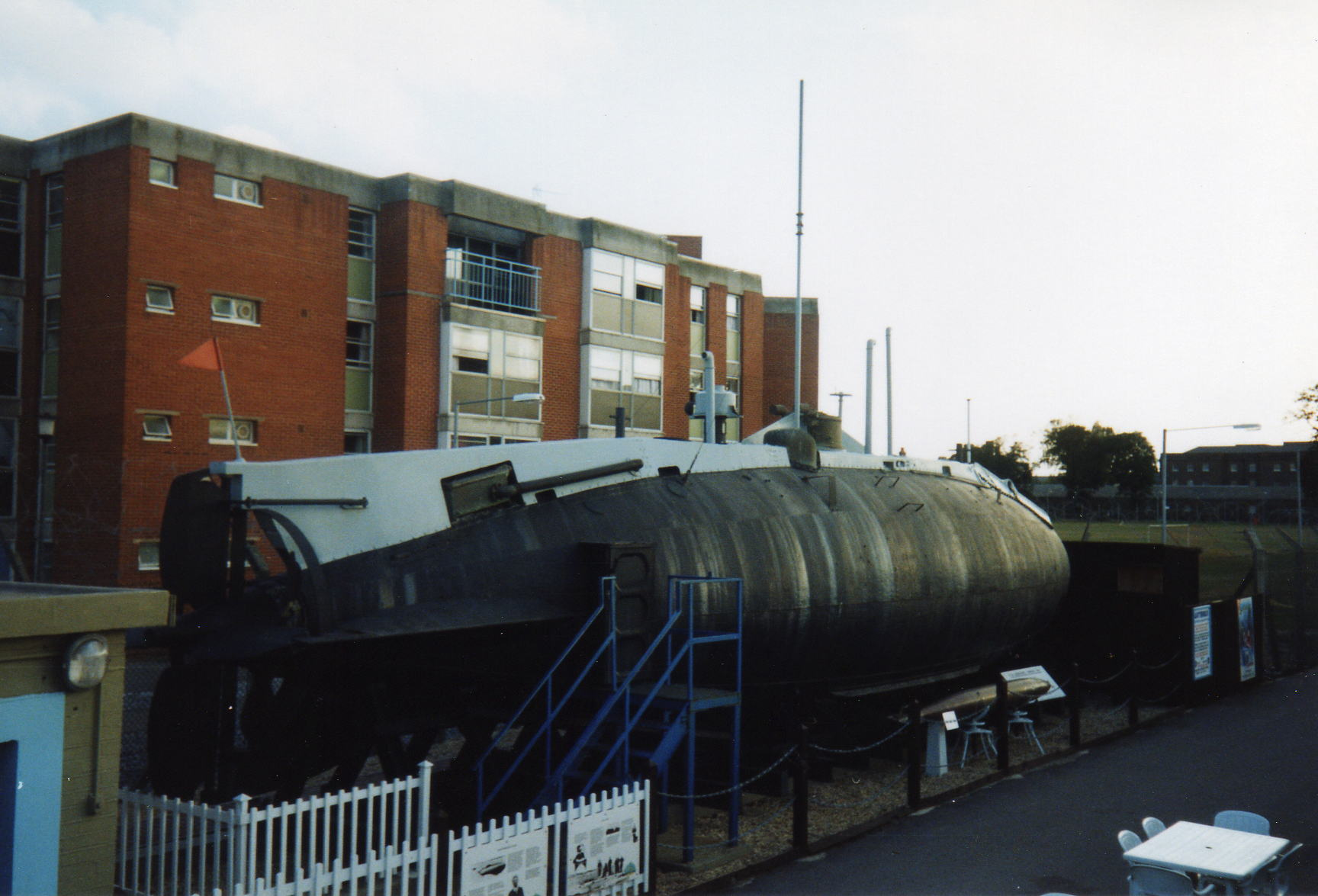
Holland 1 im Freigelände des Royal Navy Submarine Museum (Foto 1991)

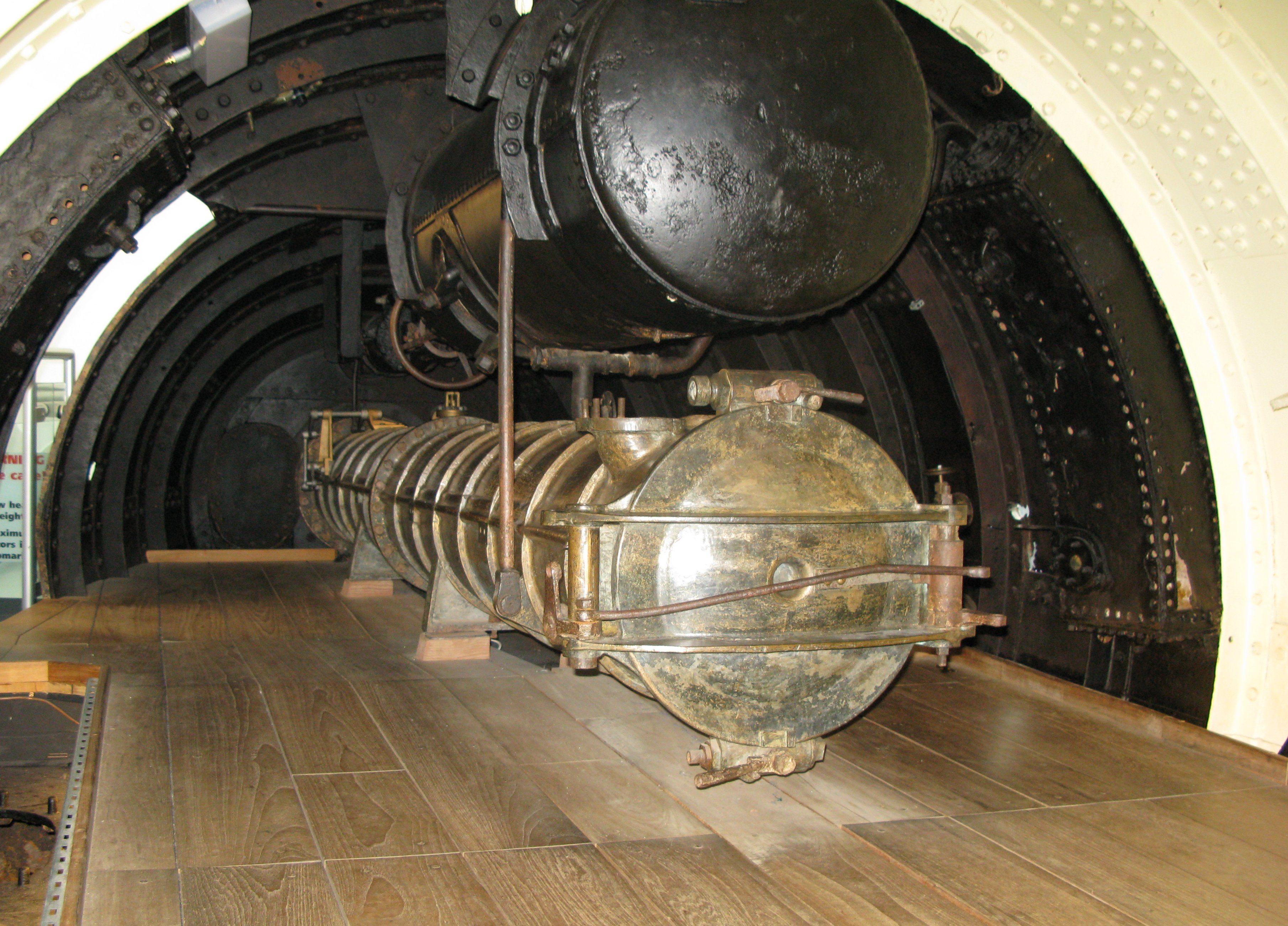
Im Inneren der Holland 1 erkennt man das Torpedorohr und darüber den Druckwasserbehälter zum Abfeuern des Torpedos (Foto 2008).

Nach Kiellegung am 4. Februar 1901 und Stapellauf noch im selben Jahr am 2. Oktober – beides unter hoher Geheimhaltung – erfolgte die erste Taucherprobung in einem Bassin am 20. März 1902. Im folgenden Monat, April 1902, begann die Erprobung auf See. Es wurde eine Tauchtiefe von 15 Metern erreicht.
Unter dem Kommando von Captain Bacon legte Holland 1 im September 1902 zum ersten Mal in der Marinebasis Portsmouth an. Dabei wurde es von einem Schwester-U-Boot der Holland-Klasse begleitet, mit dem zusammen es die erste britische U-Boot-Flottille bildete, sowie deren Versorgungsschiff (Tender), der Hazard.
Am 3. März 1903 gab es eine Explosion an Bord, die vier Verletzte forderte.
Im Jahr 1913, noch vor dem Ersten Weltkrieg, galt Holland 1, wie alle Boote der Holland-Klasse, als veraltet und wurde außer Dienst gestellt. Am 5. November des Jahres, während des Abschleppens zum Abwracken, riss bei schwerer See die Schleppleine und das U-Boot sank etwa 2000 Meter vom Leuchtturm Eddystone entfernt auf Grund.
Am 14. April 1981 wurde das Wrack in einer Tiefe von 63 Metern wiederentdeckt und konnte im September 1982 gehoben werden. Es wurde aufwendig restauriert und im Royal Navy Submarine Museum ausgestellt (Bilder links).